# Visnyica
Visnyica (horvátul: Višnjica) falu Horvátországban Verőce-Drávamente megyében. Közigazgatásilag Szópiához tartozik.

## Fekvése
Verőce központjától légvonalban 19, közúton 25 km-re keletre, községközpontjától légvonalban 10, közúton 13 km-re délnyugatra, Nyugat-Szlavóniában, a Drávamenti-síkságon, Španat és Žiroslavlje között fekszik.

## Története
Visnyica-puszta néven mezőgazdasági majorként keletkezett a 19. század közepén. Fejlődése alapvetően két család gazdasági tevékenységéhez kapcsolódik. Az első a német származású Schaumburg-Lippe grófi család, amely 1841-ben vásárolta meg a verőcei uradalmat a Pejacsevich grófoktól. A másik a gróf Draskovich család, amely az itteni birtokból Szlavónia egyik legfejlettebb gazdaságát alakította ki. A gazdaság ura Draskovich János gróf nemcsak magának épített házat a telepen, de az ott dolgozóknak is segített a házépítéseben. A munkások a földeken dolgoztak, vagy az állatokat látták el. Néhányan a gróf, vagy az intéző szolgálatában álltak. A telepen lótenyésztés is folyt. A gazdasági munkákhoz erős, szávai lovakat, a lovagláshoz, kocsihúzáshoz lipicai méneket tenyésztettek.  A telepen volt iskola, bolt, orvosi rendelő, közösségi ház, étterem, sportpálya, de még tekepálya is.
A település Verőce vármegye Szalatnoki járásának része volt. 1857-ben 67, 1910-ben 241 lakosa volt. 1910-ben a népszámlálás adatai szerint lakosságának 83%-a magyar, 13%-a horvát anyanyelvű volt. Az első világháború után 1918-ban az új Szerb–Horvát–Szlovén Állam, majd később (1929-ben) Jugoszlávia része lett. A második világháború végén a partizánok elűzték a magyar lakosságot. A háború után helyükre horvátok települtek. A birtokot privatizálták, az emberek elveszítették munkájukat, egyesek pedig meggazdagodtak. A 20. század második felében már csak hagyományos gazdasági tevékenység folyt az 1961-ben alapított IPK Osijek d .d. mezőgazdasági kombinát irányítása alatt. Később az egykori gazdaságból csak a lótenyésztés maradt meg.
A lakosság kivándorlása egyre nagyobb méreteket öltött. Az 1970-es években arab telivéreket hoztak a telepre. 1991-ben 42 főnyi lakosságának 55%-a horvát, 40%-a szerb nemzetiségű volt. Az utolsó két család nem sokkal a délszláv háború előtt hagyta el a települést, ahol mindössze mintegy 40 ló maradt. 2005-ben a telepet igazgató Viagro d. o. o. cég csődje után a telep magánkézbe került.  2011-ben a településnek már nem volt állandó lakossága. A telepen ma turisztikai céllal 36 szobás szálloda működik, mely lovasiskolát üzemeltet, emellett kerékpártúrákat, kirándulásokat szervez.

## Lakossága
| Lakosság változása | Lakosság változása | Lakosság változása | Lakosság változása | Lakosság változása | Lakosság változása | Lakosság változása | Lakosság változása | Lakosság változása | Lakosság változása | Lakosság változása | Lakosság változása | Lakosság változása | Lakosság változása | Lakosság változása | Lakosság változása |
| ------------------ | ------------------ | ------------------ | ------------------ | ------------------ | ------------------ | ------------------ | ------------------ | ------------------ | ------------------ | ------------------ | ------------------ | ------------------ | ------------------ | ------------------ | ------------------ |
| 1857               | 1869               | 1880               | 1890               | 1900               | 1910               | 1921               | 1931               | 1948               | 1953               | 1961               | 1971               | 1981               | 1991               | 2001               | 2011               |
| 67                 | 103                | 101                | 220                | 237                | 241                | 210                | 137                | 151                | 207                | 171                | 140                | 50                 | 42                 | 6                  | 0                  |

(1971-ig Felsőmiholjác részeként, 1981-től önálló településként.)